# Ken Marino
Kenneth Joseph Marino (Long Island, New York, 1968. december 19. –) amerikai színész, humorista, filmrendező, forgatókönyvíró és producer.
Olyan televíziós sorozatokban szerepelt, mint a Partiszerviz színész módra, a Ketten jegyben, az Égető szerelem és a Childrens Hospital.

## Fiatalkora
Marino Long Islandon (New York) született, olasz-amerikai családban. A West Islip-i középiskolába járt. Ezután a Lee Strasberg Intézetben és a New York-i Tisch Művészeti Iskolájában tanult.

## Pályafutása
2001-ben szerepelt az Akárki Joe című vígjátékban Tim Allen főszereplésével.

## Magánélete
Felesége Erica Oyama forgatókönyvíró. Van egy fiuk, Riley Ken'ichi Marino és egy lányuk, Ruby.

## Filmográfia

### Film

#### Rendező, író és producer
| Év   | Magyar cím                  | Eredeti cím             | Feladatkör | Feladatkör | Feladatkör |
| Év   | Magyar cím                  | Eredeti cím             | Rendező    | Író        | Producer   |
| ---- | --------------------------- | ----------------------- | ---------- | ---------- | ---------- |
| 2006 | Változó vizeken             | Diggers                 | Nem        | Igen       | Igen       |
| 2007 | A tíz                       | The Ten                 | Nem        | Igen       | Igen       |
| 2008 | Példátlan példaképek        | Role Models             | Nem        | Igen       | Nem        |
| 2012 | Hippi-túra                  | Wanderlust              | Nem        | Igen       | Igen       |
| 2017 | Hogyan legyél latin szerető | How to Be a Latin Lover | Igen       | Nem        | Nem        |
| 2018 | Kutya egy nyár              | Dog Days                | Igen       | Nem        | Nem        |

#### Színész
| Év   | Magyar cím                                                | Eredeti cím                                            | Szerep                        | Magyar hang      |
| ---- | --------------------------------------------------------- | ------------------------------------------------------ | ----------------------------- | ---------------- |
| 1997 | Gattaca                                                   | Gattaca                                                | mintaelemzést végző technikus |                  |
| 1999 |                                                           | Love Happens                                           | Mike Parker                   |                  |
| 1999 |                                                           | Carlo's Wake                                           | Antonio Torello               |                  |
| 2000 |                                                           | 101 Ways (The Things a Girl Will Do to Keep Her Volvo) | Russotelli rendőr             |                  |
| 2001 | Gyagyák a gatyában, avagy tudom, kit fűztél tavaly nyáron | Wet Hot American Summer                                | Victor Pulak                  | Janovics Sándor  |
| 2001 | Tortilla leves                                            | Tortilla Soup                                          | Jeff                          | Nagy Ervin       |
| 2001 | Akárki Joe                                                | Joe Somebody                                           | Rick Raglow                   |                  |
| 2005 | Lepattanó – Rabiga előtt                                  | The Baxter                                             | Jack Mechanic                 |                  |
| 2005 | PiROSSZka – A jó, a rossz, a farkas, MEGAnagyi            | Hoodwinked!                                            | Raccoon Jerry (hangja)        |                  |
| 2005 | Szerelem kiadó                                            | Love for Rent                                          | Dr. Neil Gardner              | Kárpáti Levente  |
| 2006 | Változó vizeken                                           | Diggers                                                | Lozo                          | Czvetkó Sándor   |
| 2007 | A tíz                                                     | The Ten                                                | Dr. Glenn Richie              |                  |
| 2007 | Zsaruk bevetésen – A film                                 | Reno 911!: Miami                                       | siket tetoválóművész          |                  |
| 2008 | Példátlan példaképek                                      | Role Models                                            | Jim Stansel                   | Zámbori Soma     |
| 2010 |                                                           | Jeffie Was Here                                        | Roger                         |                  |
| 2012 | Hippi-túra                                                | Wanderlust                                             | Rick Gergenblatt              | Epres Attila     |
| 2012 | Villámcsapás                                              | Struck by Lightning                                    | Harold                        |                  |
| 2012 | Szex, barátság, telefon                                   | For a Good Time, Call...                               | Harold                        | Potocsny Andor   |
| 2013 | Hamarosan…                                                | In a World...                                          | Gustav Warner                 | Welker Gábor     |
| 2013 |                                                           | Bad Milo!                                              | Duncan                        |                  |
| 2013 | Családi üzelmek                                           | We're the Millers                                      | Todd                          | Zöld Csaba       |
| 2014 |                                                           | They Came Together                                     | Tommy                         |                  |
| 2014 | Veronica Mars                                             | Veronica Mars                                          | Vinnie Van Lowe               |                  |
| 2015 | Libabőr                                                   | Goosebumps                                             | Carr edző                     | Welker Gábor     |
| 2016 | Lángelmék                                                 | Masterminds                                            | Doug Jeffcoat                 | Czvetkó Sándor   |
| 2016 |                                                           | The Late Bloomer                                       | Dr. Hanson                    |                  |
| 2017 | A bébiszitter                                             | The Babysitter                                         | Archie Johnson                | Dévai Balázs     |
| 2018 | Kutya egy nyár                                            | Dog Days                                               | Carven Wagi                   |                  |
| 2020 | A legfontosabb meccs                                      | The Main Event                                         | Frankie                       | Rába Roland      |
| 2020 | Éjszaka meglepetésekkel                                   | The Sleepover                                          | Ron Finch                     | Szabó Máté       |
| 2020 | A bébiszitter – A kárhozottak királynője                  | The Babysitter: Killer Queen                           | Archie Johnson                | Dévai Balázs     |
| 2023 | Karácsonyi fénytusa                                       | Candy Cane Lane                                        | Bruce                         | Galbenisz Tomasz |

Rövidfilmek
- Rockin' Roller Coaster (1999) – ismeretlen szerep
- Duncan Removed (2006) – Ben
- The Antagonist (2009) – parti vendége
- The First A.D. (2011) – ismeretlen szerep
- The Comments – (2005) – Will
- The Second Sound Barrier (2016) – Lars Van Der Hoot
- Help Me Understand (2023) – ismeretlen szerep

## Fordítás
- Ez a szócikk részben vagy egészben  a   Ken Marino című angol Wikipédia-szócikk ezen változatának fordításán alapul.  Az eredeti cikk szerkesztőit annak laptörténete sorolja fel. Ez a jelzés csupán a megfogalmazás eredetét és a szerzői jogokat jelzi, nem szolgál a cikkben szereplő információk forrásmegjelöléseként.